# Clint Murchison
Clinton Williams Murchison, Jr. (* 12. September 1923 in Dallas, Texas; † 30. März 1987, ebenda) war der Gründer und erster Besitzer des US-amerikanischen NFL-Teams Dallas Cowboys.

## Leben
Clinton Williams Murchison, Jr. wurde am 12. September 1923 in Dallas, Texas als Sohn von Clinton Williams Murchison und Anne Morris geboren. Bei der Gründung der Cowboys war Murchison 36 Jahre alt. Seinen Reichtum verdankte er dem Glück seiner Familie im texanischen Ölgeschäft. Viel Kritik erntete Murchison wegen seiner extrem konservativen antikommunistischen Haltung.
Im Zuge des einbrechenden Ölpreises verkaufte er die Dallas Cowboys 1984 an H.R. Bright, einen Bankier aus Dallas.
Clint Murchison starb am 30. März 1987 im Alter von 63 Jahren an einer schweren Lungenentzündung.